# فيليب كريستوف تسيلر
فيليب كريستوف تسيلر (بالألمانية: Philipp Christoph Zeller)‏ هو عالم بقشريات الأجنحة ألماني، ولد في 8 أبريل 1808 في شتاينهايم في ألمانيا، وتوفي في 27 مارس 1883 في شتشين في بولندا.